# Uil & Co
Uil & Co (Frans: La Chouette & Cie) is een Franse animatieserie dat in 2013 door Studio Hari werd geproduceerd en gebaseerd op de kindertekenfilm Uil. De serie heeft twee seizoenen. 

## Plot
Uil is een klein roosachtig uiltje die maar twee dingen wil: rupsen en rust. Helaas is dat laatste niet vanzelfsprekend. Een groepje dieren bestaande uit een kikker, vleermuis, schaap en wandelende tak betrekt hem vaak bij verschillende situaties. Aan het eind van zo'n aflevering eindigt uil vaak als letterlijk gebroken terwijl zijn twee oogballen boos kijken. 

### Kikker
Hij is een ijdel mannetje en vindt zichzelf fantastisch. Uil vindt hem maar een opschepper en vermijdt hem zoveel mogelijk. Kikker speelt graag de baas over anderen.

### Vleermuis
Zij meent het goed met Uil, maar hij wil liever dat zij hem met rust laat. Vaak probeert zij de onenigheden te sussen. Vleermuis is een vrolijke en idealistisch dier. 

### Wandelende Tak
Hij is een geleerd dier dat vaak van alles uitvindt, ook al zijn de uitvindingen niet altijd even succesvol. Uil is maar weinig geïnteresseerd, behalve als hij met die uitvindingen rupsen kan vangen.

### Schaap
Hij is een heel dom dier dat met iedereen vrienden wil zijn, ook met Uil. Dat gevoel is zeker niet wederzijds. Schaap brengt Uil vaak in de problemen met zijn dommigheid. 